# Villaba
Villaba (Bayan ng Villaba) är en kommun i Filippinerna. Kommunen ligger på ön Leyte, och tillhör provinsen Leyte. Folkmängden uppgår till 36 042 invånare.
Baran är indelat i 35 barangayer:
| - Abijao - Balite - Bugabuga - Cabungahan - Cabunga-an - Cagnocot - Cahigan - Calbugos - Camporog - Capinyahan - Casili-on - Catagbacan | - Fatima (Pob.) - Hibulangan - Hinabuyan - Iligay - Jalas - Jordan - Libagong - New Balanac - Payao - Poblacion Norte - Poblacion Sur - Sambulawan | - San Francisco - Silad - Sulpa - Tabunok - Tagbubunga - Tinghub - Bangcal - Canquiason - San Vicente - Santa Cruz - Suba |